# Jan Roelfs
Jan Roelfs (Amsterdam, 18 marzo 1957) è uno scenografo olandese.
Ha ricevuto per due volte la candidatura all'Oscar alla migliore scenografia: nel 1994 per Orlando e nel 1998 per Gattaca - La porta dell'universo.

## Filmografia parziale
- Lo zoo di Venere (A Zed & Two Noughts), regia di Peter Greenaway (1985)
- Il ventre dell'architetto (The Belly of an Architect), regia di Peter Greenaway (1987)
- Il cuoco, il ladro, sua moglie e l'amante (The Cook, the Thief, His Wife and Her Lover), regia di Peter Greenaway (1989)
- L'ultima tempesta (Prospero's Books), regia di Peter Greenaway (1991)
- Orlando, regia di Sally Potter (1992)
- Piccole donne (Little Women), regia di Gillian Armstrong (1994)
- Il giurato (The Juror), regia di Brian Gibson (1996)
- Gattaca - La porta dell'universo (Gattaca), regia di Andrew Niccol (1997)
- Minouche la gatta (Minoes), regia di Vincent Bal (2001)
- Alexander, regia di Oliver Stone (2004)
- World Trade Center, regia di Oliver Stone (2006)
- Leoni per agnelli (Lions for Lambs), regia di Robert Redford (2007)
- The Hunting Party, regia di Richard Shepard (2007)
- In viaggio con una rock star (Get Him to the Greek), regia di Nicholas Stoller (2010)
- Fast & Furious 6, regia di Justin Lin (2013)
- 47 Ronin, regia di Carl Rinsch (2013)
- Child 44 - Il bambino numero 44 (Child 44), regia di Daniel Espinosa (2015)
- Ghost in the Shell, regia di Rupert Sanders (2017)
- Edison - L'uomo che illuminò il mondo (The Current War), regia di Alfonso Gomez-Rejon (2017)
- Bird Box, regia di Susanne Bier (2018)
- Fast & Furious 9 - The Fast Saga (F9: The Fast Saga), regia di Justin Lin (2021)
- Fast X, regia di Louis Leterrier (2023)